# محمدو بالده
محمدو بالده (انگلیسی: Mahamadou Baldé؛ زادهٔ ۱ ژانویهٔ ۲۰۰۴) بازیکن فوتبال اهل اسپانیا است که در حال حاضر برای لاتزیو در پست مهاجم بازی می‌کند.

## دوران باشگاهی
بالده بازیکن پرورش‌یافتهٔ باشگاه‌های اسپانیایی دام و کورنیا است. او در ۱۹ فوریهٔ ۲۰۲۲ به باشگاه ایتالیایی نوچرینا پیوست، جایی که نخستین بازی خود را در سری دی انجام داد. در ۱۳ ژانویهٔ ۲۰۲۳، او با لاتزیو تا سال ۲۰۲۶ قرارداد امضا کرد. او نخستین بازی حرفه‌ای و بزرگسال خود را برای لاتزیو به‌عنوان بازیکن تعویضی دیرهنگام در پیروزی ۳–۱ برابر رئال سوسیداد در چارچوب لیگ اروپا در تاریخ ۲۳ ژانویهٔ ۲۰۲۵ انجام داد.

## زندگی شخصی
بالده که در اسپانیا زاده شده‌است، اصالتی سنگالی دارد. او برادر کوچک‌تر بازیکن ملی‌پوش سنگالی کیتا بالده و بازیکن سری سی، ایبورایما بالده، است.